# Lóðurr

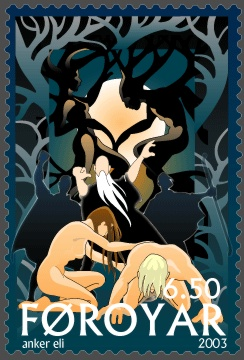
Francobollo delle Isole Faroe: I primi esseri umani

Nella mitologia norrena, Lóðurr è uno degli Æsir. Nella Vǫluspá viene narrato di come lui abbia animato i primi umani ma a parte questo caso, non viene mai citato altrove e pertanto il suo ruolo è abbastanza oscuro. Gli studiosi hanno avanzato teorie che lo identificano come Loki, Vé, Víli e Freyr, ma non si è raggiunto sufficiente consenso in nessuna delle teorie, sebbene l'identificazione con il primo sia quella che ha ottenuto maggiori supporti.

## Völuspá
Nell'Edda poetica il nome Lóðurr compare una sola volta; nella Vǫluspá ("la profezia della veggente") dove il dio anima i primi umani.
ór því liði

öflgir ok ástkir

æsir at húsi,

fundu á landi

lítt megandi

Ask ok Emblu

örlöglausa.

Önd þau né áttu,

óð þau né höfðu,

lá né læti

né litlu góða;

önd gaf Óðinn,

óð gaf Hænir,

lá gaf Lóðurr

ok litu góða.»
da quella stirpe,

potenti e belli,

æsir, a casa.

Trovarono in terra,

senza forze,

Askr ed Embla,

privi di destino.

Non possedevano respiro

né avevano anima,

non calore vitale, non gesti

né colorito.

Il respiro dette Óðinn,

l'anima dette Hœnir,

il calore vitale dette Lóðurr

e il colorito.»
(Edda poetica - Völuspá - Profezia della Veggente XVII-XVIII)
Il preciso significato di queste due strofe e il loro contesto nella Völuspá è argomento di dibattito. I fatti più importanti sono i regali di Lóðurr: lá e litu góða. La parola lá è oscura e talvolta viene tradotto come "sangue", ma questa è solo una delle possibilità. La frase "litu góða" è più facilmente interpretabile e viene tradotta correttamente come "colorito".
L'identificazione di Lóðurr con Loki è quella più diffusa tra gli studiosi, a partire da Ursula Dronke perché una triade divina, simile a questa nella Völuspá  e composta da Odino, Hœnir e Loki si ritrova nell'Haustlöng, nel prologo in prosa del Reginsmál ed inoltre nella Loka Táttur una ballata Faroese che costituisce un raro esempio di divinità norrene sopravvissute nel folklore. Inoltre l'epiteto di Odino come "amico di Lóðurr", è assimilabile a quello di "amico di Loptr" (cioè Loki) e similmente Loki a sua volta viene definito come "amico di Hœnir". Il fatto che Loki appaia nella Völuspá come una figura malevola, rispetto a quella benevola di Lóðurr, non è in contraddizione, poiché Loki appare spesso come una figura ambigua, alleata o nemica degli dei a seconda delle circostanze.
Lo studioso svedese del XIX secolo Viktor Rydberg propose una lettura di litu goða come "forma degli dèi" e assegnandogli questo significato si può supporre che gli dèi fecero gli uomini a "loro immagine e somiglianza". Questa proposta accomunerebbe la cosmogonia pagana con quella cristiana ed ebraica, nella quale Dio fece l'uomo proprio "a sua immagine e somiglianza".
Benché il manoscritto non faccia distinzione fra i fonemi /o/ e /ó/ , molti altri studiosi hanno preferito la  /ó/ per questioni di metrica. La struttura della Völuspá è fornyrðislag, ma tuttavia, non è molto rigida, così questa ipotesi è ancora plausibile e sotto dibattito.

## Altre fonti
Oltre alle strofe nella Völuspá, il nome di Lóðurr compare due volte in due poemi scaldici: Háleygjatal e Íslendingadrápa dove "amico di Lóðurr" è una kenning per Odino. Questa similitudine è coerente con quanto descritto nella Völuspá.
Nell'Edda in prosa di Snorri Sturluson Lóðurr non viene nominato. La creazione degli umani viene attribuita ai figli di Borr, che Snorri identifica con Odino, Víli and Vé.
(Snorri Sturluson - Edda in prosa - Gylfaginning IX)
Snorri spesso cita la Völuspá nel suo lavoro ma in questo caso non lo fa. Non è possibile sapere se conosce o meno le strofe sopra citate o se stava lavorando esclusivamente da altre fonti.